# Pavel Pavel

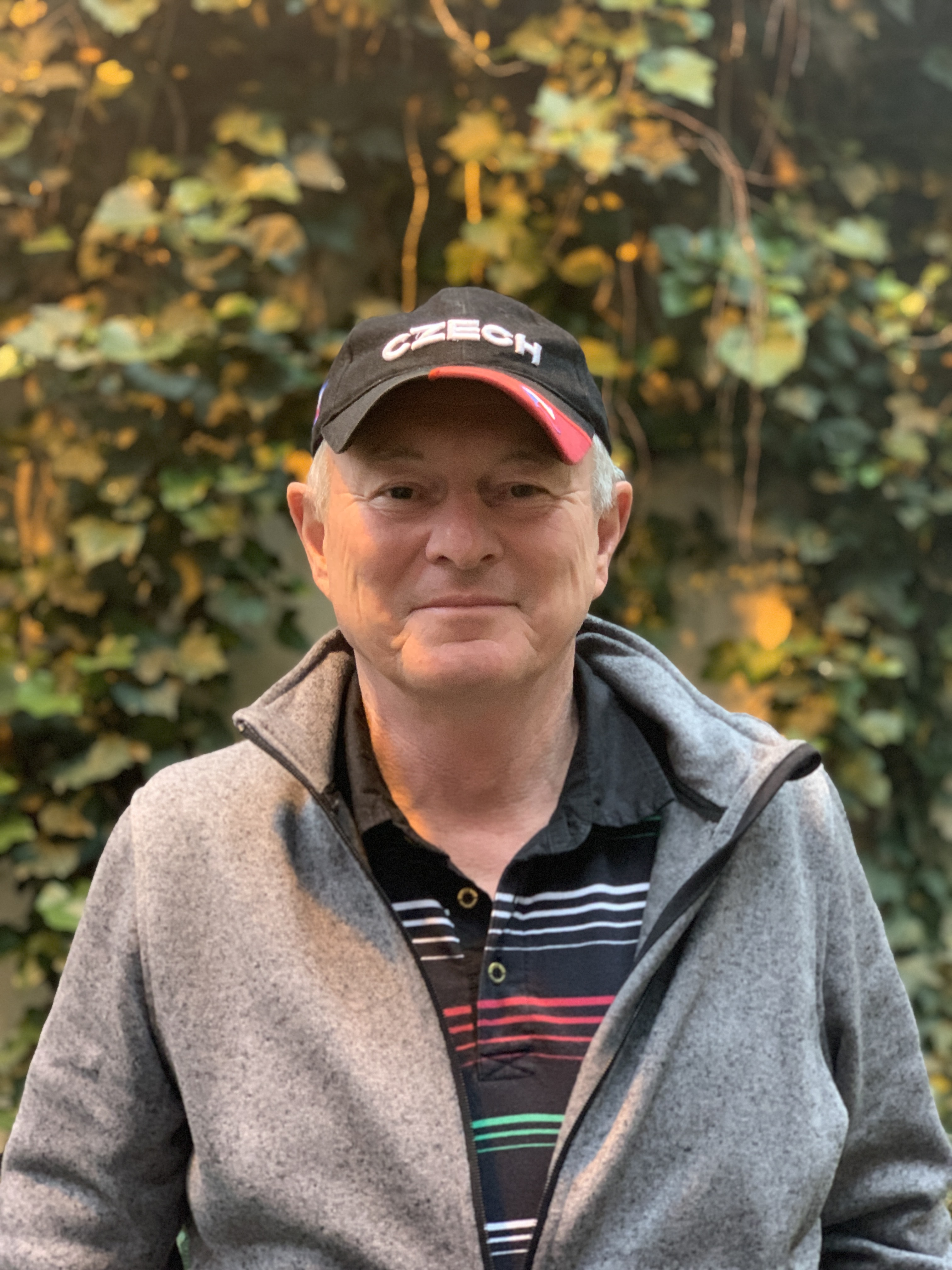
Pavel Pavel (2020)

Pavel Pavel (Strakonice, 11 maart 1957) is een Tsjechisch ingenieur en experimenteel archeoloog, die bekend geworden is door het oplossen van een van de bekendste archeologische raadsels van de wereld: hij ontdekte een manier hoe men de gigantische standbeelden Moai op de Paaseilanden kon verplaatsen.

## Biografie
Hij werd geboren op 11 maart 1957 in de Zuid-Boheemse stad Strakonice. In de stad Pilsen behaalde hij het diploma van ingenieur (hij studeerde af aan de werktuigbouwkundige faculteit). Na de studies keerde hij terug naar de stad Strakonice, waar hij werkte als ontwerper in de onderneming Agrostav. Zijn professionele keuze bracht met zich mee, dat hij ook enkele jaren de functie van locoburgemeester van Strakonice kon waarnemen. Nu is hij magistraat in České Budějovice in de Zuid-Boheemse regio. Daarenboven is hij onderzoeksreiziger en een beroemde specialist van de studie van verplaatsingen van ongewone objecten.
Reeds in zijn kindertijd spraken verre oorden in de wereld hem aan. Zijn grootste verlangen was om het Polynesische Paaseiland te bezoeken. Paaseiland, of Rapa Nui, telt drie vulkanen.
Juist een van deze vulkanen, de Rano Raraku, leverde een zachte vulkaansteen geschikt voor de creatie van de mysterieuze gigantische standbeelden, deMoai. De hoogte van de beelden is 9 meter of zelfs hoger. Er bestaat een niet afgewerkt standbeeld van meer dan 20 meter, waarvan het gewicht wordt geschat op meer dan 130 ton. Het aantal beelden is nu waarschijnlijk 847. Het meest verbaasd was hij over het feit dat de oude steenkappers de zware beelden konden bewegen en rechtop konden zetten.

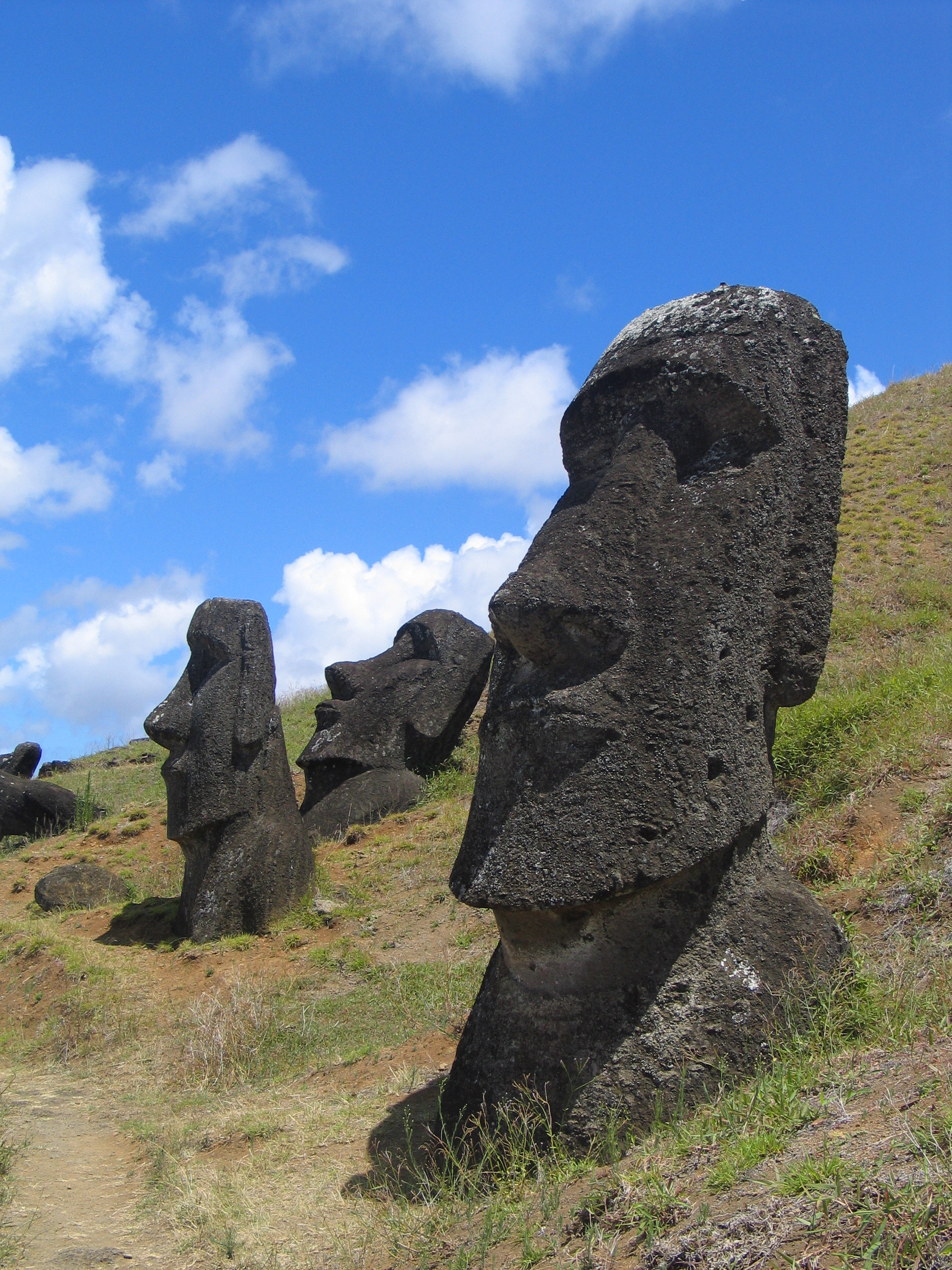
Beelden van Moai bij de vulkaankrater Rano Raraku

Pavel Pavel maakte met de hulp van 17 vrienden uit Strakonice een proefbeeld van 12 ton in beton en in de herfst van 1982 bewogen zij het met succes. In het jaar 1985 schreef hij aan de beroemde etnoloog en wereldreiziger Thor Heyerdahl over het succesvolle experiment van Strakonice. Heyerdahl verwelkomde de jonge ingenieur in zijn eigen expeditie naar het Paaseiland. In het jaar 1986 slaagden enkele experimenten met Moai en de jonge ingenieur vond de oplossing voor het mysterie van de beeldentransporten, waarvan Heyerdahl veronderstelde dat er enkele honderden mensen voor nodig waren (geweest). Hij slaagde erin om met behulp van 17 personen en enkele grote touwen de gevaarten in beweging te zetten.
Vanaf dat moment bezocht Pavel Pavel de Paaseilanden nog driemaal. Tijdens het bezoek in het jaar 2003 plaatste hij vier gedenkbordjes in een plaatselijk museum. Het betreft bronzen bordjes in het Spaans, Engels, Rapa-Nui en Tsjechisch. Daar kan men informatie krijgen over de verplaatsing van beelden door Pavel Pavel.

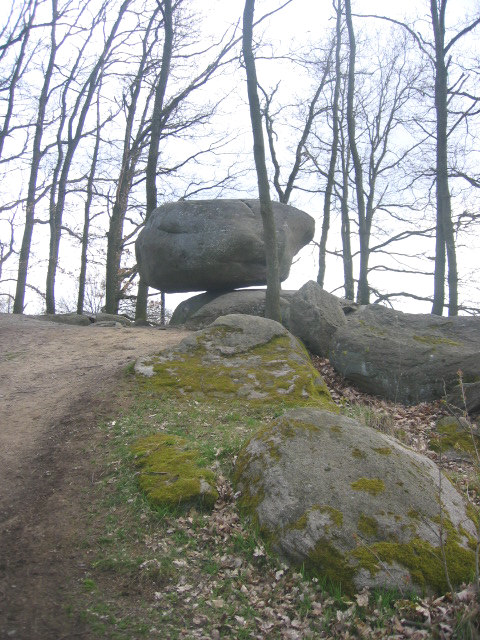
kantelsteen in Kadov

Gedurende lange tijd werkte hij als ondernemer-specialist van het transport van objecten. In de jaren 1983 en na het optreden van vandalen opnieuw in 2003 plaatste hij met medewerkers een 30 ton zware kantelsteen in het Zuid-Boheemse dorp Kadov bij Blatná (de best bekende soortgelijke steen in Tsjechië). Verder verplaatste hij vier historische hooibergingen in Mokrá Louka naast Třeboň na overstromingen in het jaar 2002. Bovendien reisde hij door Zuid-Amerika met bezoeken aan Chili, Peru, Bolivië en Mexico. Ook bekend is zijn onderzoek naar het transport van stenen uit de steengroeve van de heilige plaats Tiwanaku door de indianen nabij het Titicaca meer. Het project was onvoltooid door gebrek aan geld. De complete documentaire over het onderzoek liet hij toen achter in het museum Tiwanaku.

### in het Tsjechisch
- Albanese, Maria Ausilia kaj kol: Krása zaniklých civilizací. Praha: Rebo Productions, 1998. ISBN 80-85815-99-0
- Kruml, Milan: Fascinující záhady. Praha : X-Egem, 1998. ISBN 80-7199-026-4
- Malina, Jaroslav: Jak vznikly největší monumenty dávnověku. Praha: Svoboda, 1994. ISBN 80-205-0211-4
- Pavel, Pavel: Rapa Nui: jak chodily sochy moai na Velikonočním ostrově.
  - 1-ste uitgave: České Budějovice : Jihočeské nakladatelství, 1988. 171 p.,[64] p. fot.
  - 2-de uitgebreide uitgave: Praha : Olympia, 2000. 205 p., fot. ISBN 80-7033-208-5
  - 3-de uitgebreide uitgave: Praha: Olympia, 2006. 220 p., fot. ISBN 80-7033-486-X
- Stingl: Miloslav: Vládcové jižních moří : Záhady a zázraky Polynésie. Praha: Naše vojsko, 1996. ISBN 80-206-0528-2

### in het Engels
- Amazing mysteries: giants on Easter Island.. National Geographic World. J. 162, n-ro Februaro (1989,) p. 4-7
- Bernhardson, Wayne: Chile & Easter Island : a travel survival kit. Hawthorn: Lonely Planet, 1993. ISBN 0-86442-181-8, 2-a eld. en 1997. ISBN 0-86442-517-1
- Mahon, I.: Simulation of a system collapse: the case of Easter Island. Hannover, NH, USA: High Performance Syst. Inc., 1997. ISBN 975 518 099 0
- Van Tilburg, JoAnne: Engineers of Easter Island: archaeologists field test a theory of how Easter Island's moai were moved. Archaeology. J. 52, n-ro 6 (1999), p. 40-45
- Van Tilburg, JoAnne: Moving the Moai. Archaeology. J. 48, n-ro Jan./Feb. (1995), p. 34-43. ISSN 0003-8113

### in het Frans
- Sanchez, Simone: Sous le regard des grands moai. Tahiti. 1997. ISBN 29-1025-608-1